# Pikutkowo (gmina)
Pikutkowo (od 1921 Wieniec) – dawna gmina wiejska istniejąca do 1954 roku w woj. warszawskim, pomorskim i bydgoskim. Nazwa gminy pochodzi od wsi Pikutkowo, lecz siedzibą władz gminy był Wieniec.
W okresie międzywojennym gmina Pikutkowo należała do powiatu włocławskiego w woj. warszawskim. 21 października 1921 roku gminę przemianowano na gmina Wieniec.